# Sonsonate (departement)
Sonsonate je název jednoho ze salvadorských departementů. Rozprostírá se v západní části státu. Na jihu je ohraničen Tichým oceánem, na jehož pobřeží se nachází nejdůležitější salvadorský přístav Acajutla. Jeho hlavním městem je stejnojmenné Sonsonate. Sousedí s departementy La Libertad, Santa Ana a Ahuachapán.

## Správní dělení
Od roku 2024 sestává departement ze 4 obcí (španělsky municipios), které se dále dělí do 16 obecních distritů.
- Sonsonate Norte
  - Distrito de Juayua
  - Distrito de Nahuizalco
  - Distrito de Salcoatitán
  - Distrito de Santa Catarina Masahuat
- Sonsonate Centro
  - Distrito de Sonsonate
  - Distrito de Sonzacate
  - Distrito de Nahulingo
  - Distrito de San Antonio del Monte
  - Distrito de Santo Domingo de Guzmán
- Sonsonate Este
  - Distrito de Izalco
  - Distrito de Armenia
  - Distrito de Caluco
  - Distrito de San Julián
  - Distrito de Cuisnahuat
  - Distrito de Santa Isabel Ishuatán
- Sonsonate Oeste
  - Distrito de Acajutla